# Сёдзи Нисио
Сёдзи Нисио (яп. 西尾 昭, англ. Shoji Nishio, 5 декабря 1927, Япония, префектура Аомори — 15 марта 2005) — японский инструктор айкидо, обладатель 8-го дана Айкикай.

## Биография
Сэнсэй Нисио родился в Японии, в префектуре Аомори в 1927 году. В 1951 году он был принят в Айкикай Хомбу додзё и начал преподавать в своем додзе в 1955. Ранее он обучался дзюдо (6-й дан), каратэ (5-й дан), иайдо (7-й дан) и дзёдо. Навыки, приобретённые в этих боевых искусствах, он внедрил в свой собственный стиль айкидо, в котором техника может выполняться как с оружием в руках, так и без него. Его система работы с оружием имеет некоторое сходство с Морихиро Сайто. Сёдзи Нисио создал новую школу иайдо с элементами айкидо Айки Тохо Иайдо или Нисио-рю Иай. В 2003 году Нихон Будо Кёгикай (Комитет Боевых Искусств Японии) наградил его за особые заслуги в области Будо.
Умер от рака в марте 2005 года в возрасте 77 лет.
После его ухода ученики Сэнсэя Нисио сформировали на основе стиля который он разработал, отдельную школу, названную в его честь «Нисио Будо» (Нишиго Будо в другом варианте произношения).